# Max Preßler

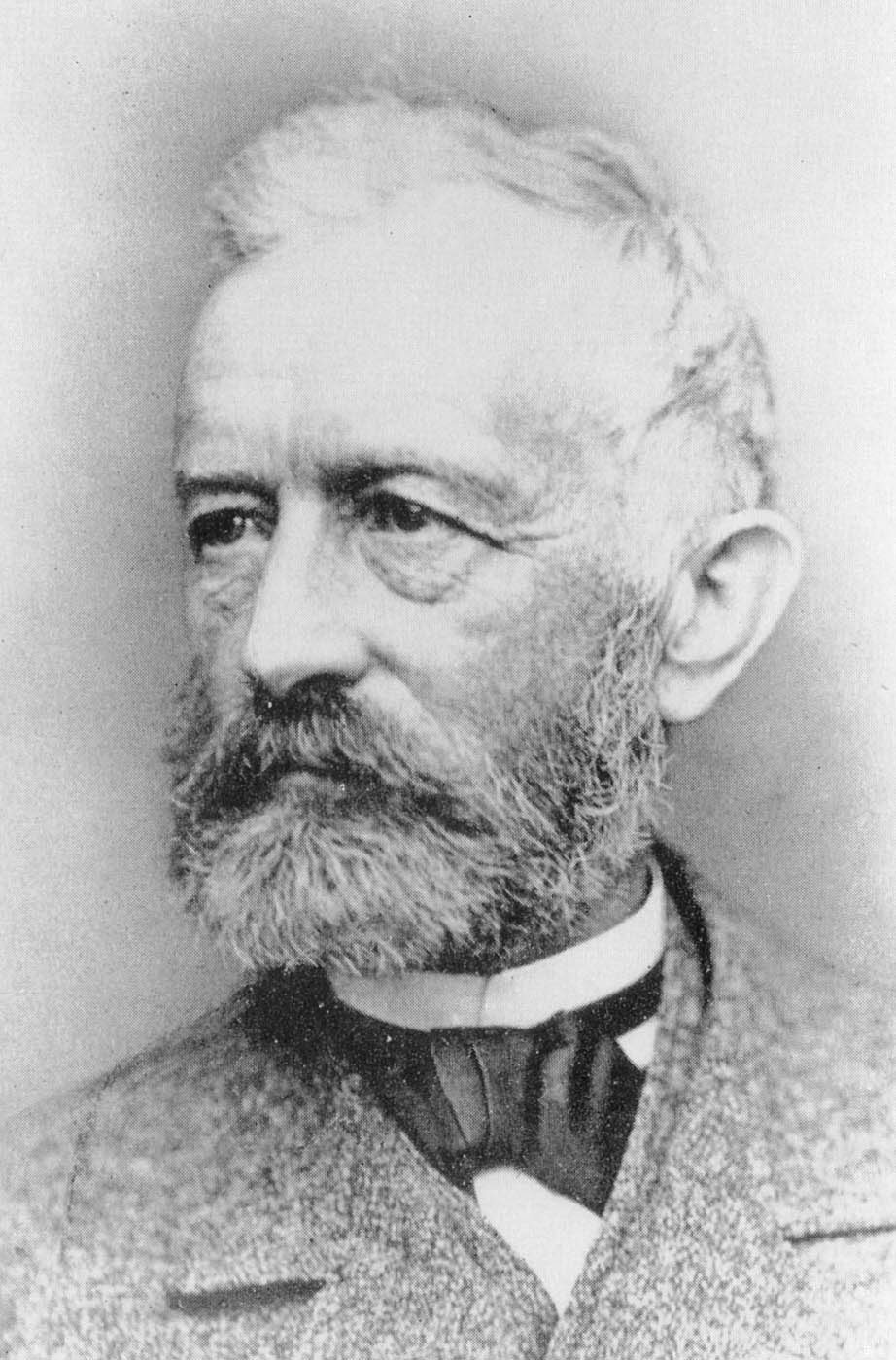
Max Robert Preßler

Maximilian Robert Preßler (* 17. Januar 1815 in Dresden-Friedrichstadt; † 30. September 1886 in Tharandt) war ein deutscher Ingenieur,  Forstwissenschaftler, Erfinder und Ökonom.
Als Vater der Bodenreinertragslehre, die einen starken Einfluss auf die deutsche Forstwirtschaft ausübte, ist er eine der umstrittensten Persönlichkeiten in der Geschichte der Forstwirtschaft. Der erfinderische Preßler entwickelte auch einen Zuwachsbohrer und den „Messknecht“.

## Leben und Wirken
Max Preßler war Sohn des herrschaftlichen Kammerdieners Johann Preßler und wuchs in ärmlichen Verhältnissen auf. Er besuchte die Realschule und von 1830 bis 1834/35 die Technische Bildungsanstalt in Dresden. Nach diesem Studium der Ingenieurwissenschaften wirkte er ab 1836 als Oberlehrer an der Gewerbeschule zu Zittau. Im Jahr 1840 wurde Preßler als Professor des land- und forstwirtschaftlichen Ingenieurwesens und der Mathematik an die Akademie für Land- und Forstwirte nach Tharandt berufen. Bis zu seiner Emeritierung 1883 beschäftigte er sich dort intensiv mit mathematischen und ökonomischen Fragestellungen.
Mit seinem erstmals 1858 veröffentlichten Buch Der rationelle Waldwirth und sein Waldbau des höchsten Ertrags erregte Preßler großes Aufsehen in forstlichen Kreisen. Das darin vertretene Ziel war eine maximale Verzinsung des Bodenkapitals. Seine Thesen gerieten umgehend zur umstrittensten forstlichen Tagesfrage. Dass Preßler den höchsten finanziellen Effekt zum Kriterium rationeller Waldwirtschaft erklärt hatte, stieß bei den meisten Forstleuten zunächst auf scharfe Ablehnung. In einer Besprechung von Preßlers Buch erkannte Friedrich Wilhelm Leopold Pfeil zwar die mathematische Stimmigkeit der darin angestellten Berechnungen an, lehnte die Übernahme dieser Vorstellungen in die forstliche Praxis aber mit Verweis auf die dann nicht mehr gewährleistete Nachhaltigkeit strikt ab. Ähnlich deutlich äußerte sich Heinrich Christian Burckhardt.

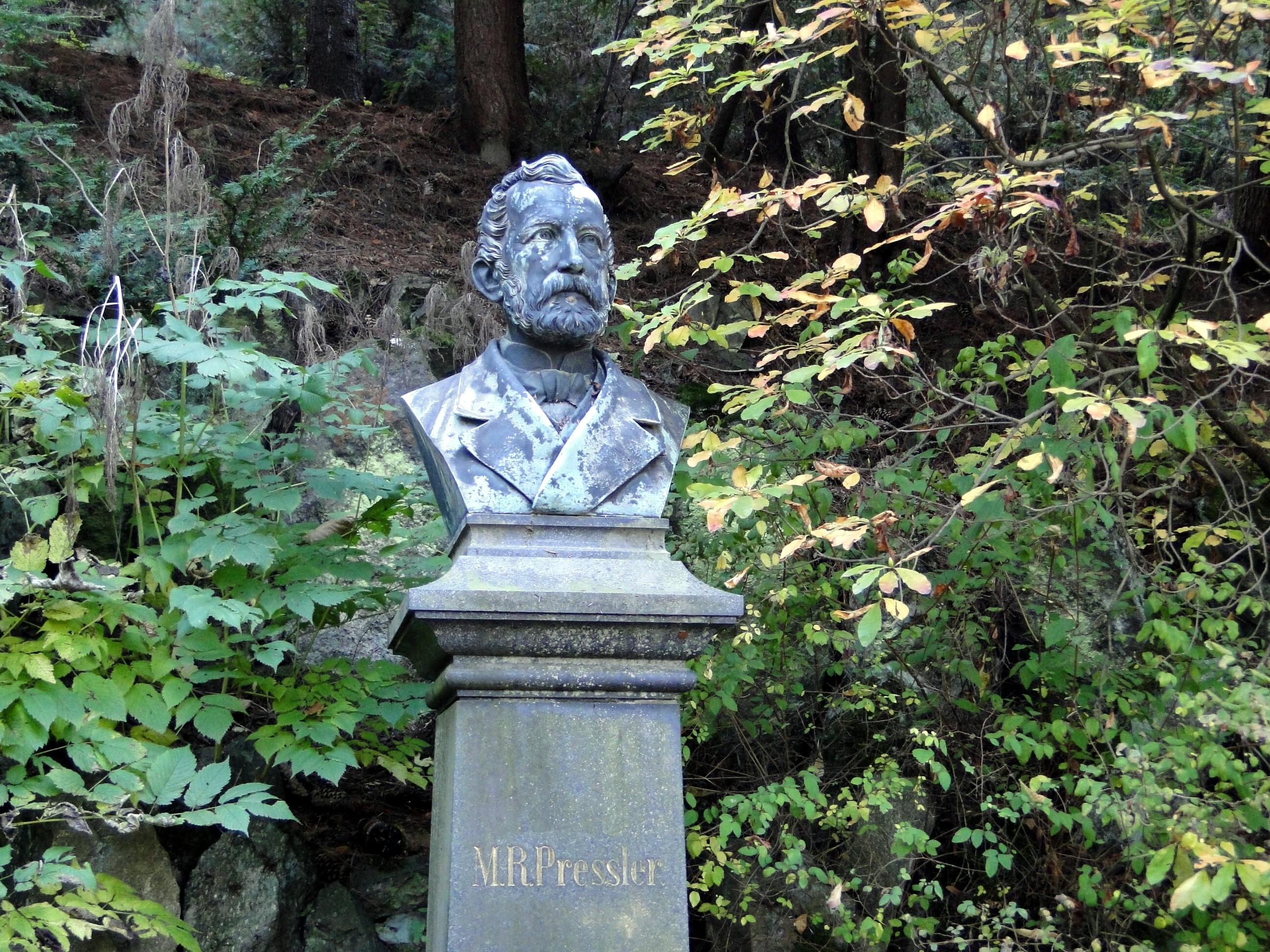
Büste von Max Preßler im Forstbotanischen Garten Tharandt

Ungeachtet dessen entwickelte Preßler seine Theorie kontinuierlich weiter, so dass er in der Folge zum Vater der so genannten Bodenreinertragslehre wurde, die er in kämpferischen Schriften propagierte. Im Jahr 1865 stellte er seine Lehre in der Versammlung deutscher Land- und Forstwirte in Dresden vor. Spätestens damit begann ihr Siegeszug in der Praxis, vor allem auch beim forstlichen Nachwuchs. Wenn auch die meisten deutschen Staatsforstverwaltungen – vor allem Hannover, Preußen und Bayern – es ablehnten, die Bodenreinertragslehre einzuführen, wurde in Sachsen von 1867 bis 1920 danach gewirtschaftet. Tharandt wurde zum Zentrum der forstwirtschaftlichen Schule der Bodenreinertragslehre, die auf den forstlichen Lehrstühlen noch jahrzehntelang die herrschende Meinung blieb.

„Die neue Lehre war keine Verirrung eines Mathematikers auf fachfremden Gebiet, sie lag ganz im Zug des wirtschaftlichen Denkens jener Zeit und wurde von zahlreichen Forstwissenschaftlern begierig aufgegriffen. Ein Einzelner sprach nur aus, was viele andere meinten und dachten. Es entwickelte sich ein über Jahrzehnte dauernder leidenschaftlicher und oft gehässiger Streit der Schulen (Bodenreinertrag gegen Waldreinertrag).“

Nach Preßlers Berechnungen schnitt neben der Kiefer die Fichte bezogen auf den Bodenreinertrag am besten ab. Damit hatte der Mathematiker in den Augen vieler seiner Zeitgenossen eine überzeugende wissenschaftliche Begründung für den verstärkten Anbau von Nadelhölzern geliefert. So wurde in Sachsen, wo durch die industrielle Revolution ein großer Holzbedarf bestand, wo immer es möglich war, die Fichte angebaut. So entstanden große Reinbestände (Monokulturen). Ein Beispiel, das rasch in ganz Deutschland Nachahmer fand, so dass die Anbaufläche der Fichte im ganzen Land weit über ihr eigentliches natürliches Verbreitungsgebiet hinaus ausgedehnt wurde – mit tief greifenden Auswirkungen auf Landschaftsbild und Ökologie der Wälder. Der Aufstieg der Fichte zum „Brotbaum“ der Waldbesitzer, aber auch verheerende Insekten- und Sturmschäden in als Monokulturen begründeten Nadelholz-Wäldern können als indirekte Folge der Ideen Preßlers gesehen werden.

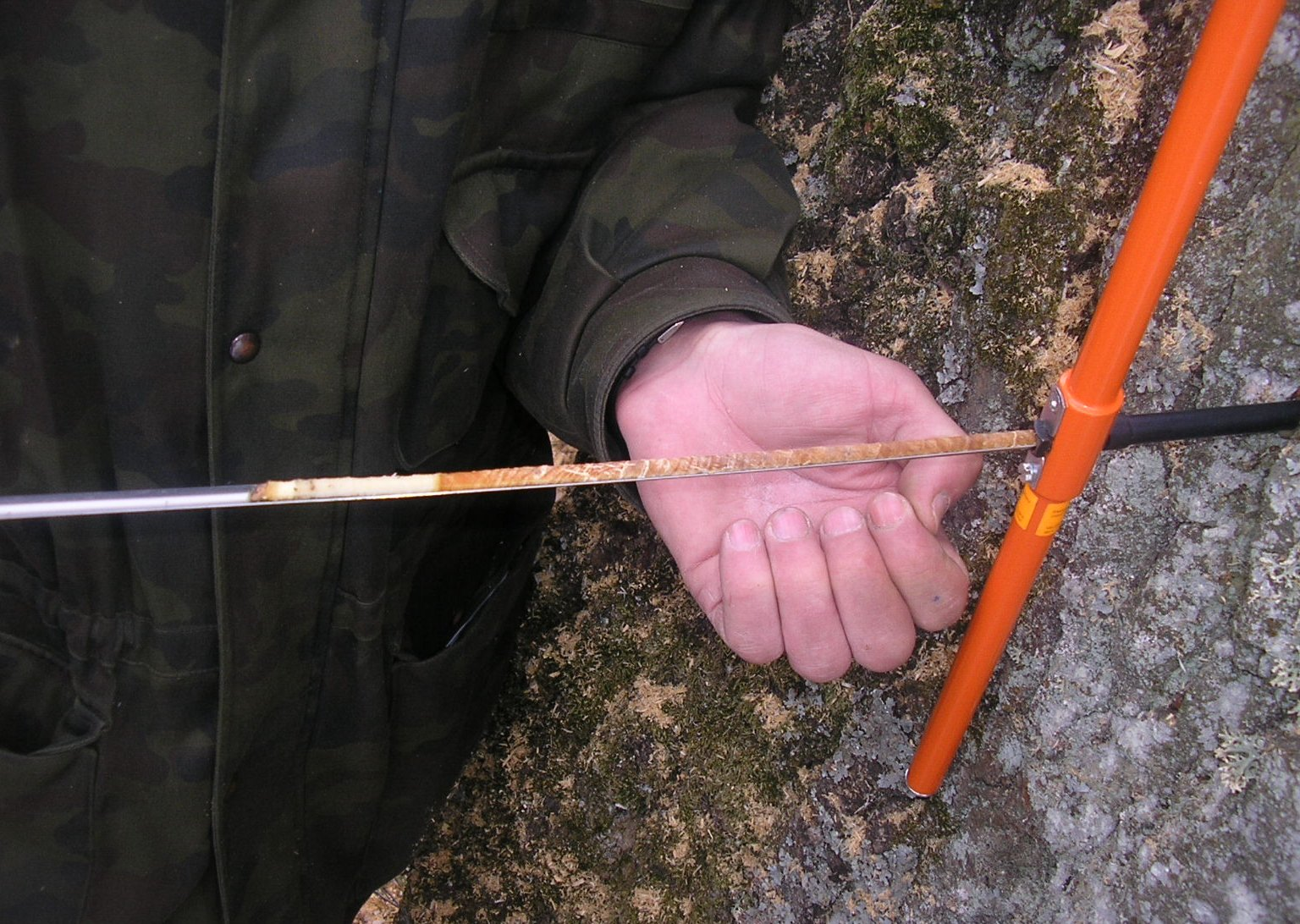
Modernes Modell des von Preßler erfundenen Zuwachsbohrers

Neben seinen ökonomischen Untersuchungen bestätigte sich Preßler auch als Erfinder. So konstruierte er einen Zuwachsbohrer, ein mechanisches Bohrgerät (Hohlbohrer), mit dem Holzproben aus stehenden Bäumen entnommen werden können. Anhand dieser Proben lässt sich die Zahl der Jahrringe und damit das Alter und der Zuwachs eines Baumes ermitteln, ohne diesen fällen zu müssen. Der Preßlersche Zuwachsbohrer gehört in weiterentwickelter Form heute noch zum Handwerkszeug in Forstwirtschaft und -wissenschaft.
Bekannt war auch der von ihm entwickelte Messknecht (Ingenieur-Messknecht). Dieses Mess- und Berechnungsinstrument im Brieftaschenformat ließ sich unter anderem für Höhen- und Flächenberechnungen, Winkelmessungen und Nivellierungsarbeiten verwenden. Preßler versuchte das mit viel Zahlenmaterial regelrecht überladene Instrument als „mathematisches Aschenbrödel“ – wie er es nannte – nicht nur bei Ingenieuren der verschiedensten Fachrichtungen, sondern auch in Schule und alltäglichem Werkstattgebrauch populär zu machen.
Professor Max Robert Preßler starb am 30. September 1886 in Tharandt. Seine sämtlichen Schriften und Instrumente erwarb 1887 der Wiener Verleger Moritz Perles.

## Auszeichnungen
Die Universität Gießen verlieh Preßler für seine Forschungen die Ehrendoktorwürde. Der König ernannte ihn zum Königlich Sächsischen Geheimen Hofrat. Neben diesem Titel wurde Preßler mit zahlreichen Orden ausgezeichnet und war Ehrenmitglied vieler Vereine. Eine Büste von ihm steht im Eingangsbereich vom Forstbotanischen Garten Tharandt.

## Schriften (Auswahl)
- Der Meßknecht, ein ungemein einfaches, geführliches, billiges und mannigfaltig anwendbares Meß- und Berechnungsinstrumentchen für die Bedürfniß der Forstbeamten, Waldbesitzer, Landwirthe, Holzhändler, Baugewerken und dergleichen. Zugleich mit Erläuterungen über den Gangloff'schen Holzberechnungstock, Braunschweig 1852
- Der Meßknecht und sein Praktikum, Tharandt 1852
- Neue Viehmeßkunst. Ein Hilfsmittel zur einfachen und sicheren Bemessung des Total- und Sortengewichts, sowie des Mastfortschritts von Schlachtthieren aller Art – ohne alle Rechnung und für jedwedes Mas und Gewicht. Für Landwirthe, Viehmäster, Viehhändler, Schlächter und für's Steuerwesen, Dresden 1856
- Neue holzwirthschaftliche Tafeln … etc., Leipzig 1857
- Der rationelle Waldwirth und sein Waldbau des höchsten Ertrags … etc., 2 Bände, Dresden 1858/1885 (später unter dem Titel Der rationelle Waldwirt und sein Nachhaltswaldbau höchsten Reinertrages)
- Die forstliche Finanzrechnung mit Anwendung auf Waldwertschätzung und Wirtschaftsbetrieb, 1859
- Der Hochwaldbetrieb der höchsten Bodenkraft bei höchstem Massen- und Reinertrag, 1865
- Der Waldbau des Nationalökonomen als Begründer wahrer Einheit zwischen Land- und Forstwirtschaft und deren Schulen, 1868
- Forstliches Hülfsbuch für Schule und Praxis in Tafeln und Regeln zur Ausführung holzwirthschaftlicher und technisch verwandter Messungs-, Schätzungs- Rechnungs- und Betriebsarbeiten, Dresden 1869
- Holzwirthschaftliche Tafeln nach metrischem Maaß, 1873

Preßlers Werke erlebten zumeist mehrere Neuauflagen bis in das erste Drittel des 20. Jahrhunderts hinein, wobei die Titel jeweils variierten. Er gehörte auch zu den Herausgebern des zweibändigen Standardwerkes Die Holzmeßkunst (Berlin 1873) und bearbeitete die 6. Auflage von Friedrich Wilhelm Leopold Pfeils Forstwirtschaft (Leipzig 1870).